# Sapiens - Un solo pianeta (quarta edizione)
Le puntate della quarta edizione di Sapiens - Un solo pianeta sono state trasmesse su Rai 3 il sabato sera dal 21 maggio al 12 novembre 2022 in prima serata.
| Puntata | Data             | Titolo                                                       | Telespettatori | Share | Note |
| ------- | ---------------- | ------------------------------------------------------------ | -------------- | ----- | --- |
| 1       | 21 maggio 2022   | Alle origini del mito                                        | 824.000        | 5,63% | Ospiti speciali: Martino Nicoletti, Guido Tonelli, Cristoforo Gorno |
| 2       | 28 maggio 2022   | Darwin in città                                              | 656.000        | 3,90% | Ospiti speciali: Janet Browne, Sandra Hebert, Peter Bowler, Enrico Alleva, Emil Silvestru, Rob Carter, Cornelius Hunter, Bryan Milstead, Matti Leisola, Marco Aime                             |
| 3       | 4 giugno 2022    | Fine corsa? I limiti dello sviluppo                          | 784.000        | 5,37% | Ospiti speciali: Yann Arthus-Bertrand, Severn Cullis-Suzuki |
| 4       | 11 giugno 2022   | Paradisi ritrovati                                           | 756.000        | 5,25% | Ospiti speciali: Raffaella Miravalle, Bruno Bassano, Giampiero Sammuri, Marco di Fonzo, Renato Sciunnah, Giorgio Borrelli                                                                      |
| 5       | 18 giugno 2022   | Un pianeta a secco                                           | 661.000        | 4,97% | Ospiti speciali: Dario Fabbri |
| 6       | 15 ottobre 2022  | L'età del fuoco                                              | 774.000        | 4,84% | Ospiti: Serafino Ubezio, Ilaria Ercolani, Giorgio Franzoni |
| 7       | 22 ottobre 2022  | Collassi. Come muoiono (e si salvano) le civiltà             | 742.000        | 4,6%  | Ospiti: Sergio Gómez, David Carballo, Rebecca Storey, Rafael Pastrana Cruz, Nikolai Grube, Guido Barbujani                                                                                     |
| 8       | 29 ottobre 2022  | Il mondo perduto dei dinosauri. Sotto i ghiacci del Polo sud | 745.000        | 4,68% | Ospiti: Nate Smith, Chris Sidor, Roger Smith, William Hammer, Peter Makovicky, Flavio Bacchia, Kristina Curry Rogers, Anthony J. Martin, Patricia Ryberg, Cristiano Dal Sasso, Marcus Richards |
| 9       | 5 novembre 2022  | Homo Faber. Gli uomini cambiano il mondo                     | 783.000        | 4,7%  | Ospiti: Giorgio Manzi, Svante Pääbo, Juan Luis Arsuaga |
| 10      | 12 novembre 2022 | Il tempo della Terra                                         | 883.000        | 5,42% | Ospiti: Cady Coleman, Hakeem Oluseyi, Harrison Schmitt, Stefan Hölzl, Steffen Jorgensen, Kirk Johnson, Diego Pol, Anjali Goswami                                                               |